# Sama Airlines
Sama LelTayaran Company Limited (kurz Sama) war eine saudi-arabische Billigfluggesellschaft mit Sitz in Riad und Heimatbasis auf dem Flughafen Dammam. 

## Geschichte
Die Gesellschaft wurde durch Investment Enterprises Ltd., geführt von Prince Bandar bin Khalid al Faisal, gegründet. Die Kapitalisierung erfolgte durch 30 saudische private und institutionelle Investoren, wie Olayan Financial Co, Xenel Industries Ltd, Saudi Industrial Service Co, Sara Development Company Ltd und Modern Investment Company for Trade and Industries. Der Erstflug erfolgte am 19. März 2007. Sama ist die zweite Billigfluggesellschaft neben Nasair in Saudi-Arabien. Der technische Service der Maschinen wird durch Lufthansa Technik unterstützt.
Sama musste am 24. August 2010 ihren Betrieb wegen finanzieller Schwierigkeiten einstellen.

## Flugziele
Sama bediente Ziele innerhalb Saudi-Arabiens wie beispielsweise Riad oder Dschidda, Ziele im Mittleren Osten (Jordanien, Libanon, Syrien, Vereinigte Arabische Emirate) sowie in Indien (Mumbai) und Ägypten (Alexandria, Assiut, Scharm El-Scheich).

## Flotte
Zuletzt bestand die Flotte der Sama aus sieben Flugzeugen:
- 1 BAe Jetstream 41
- 6 Boeing 737-300